# Domovoj

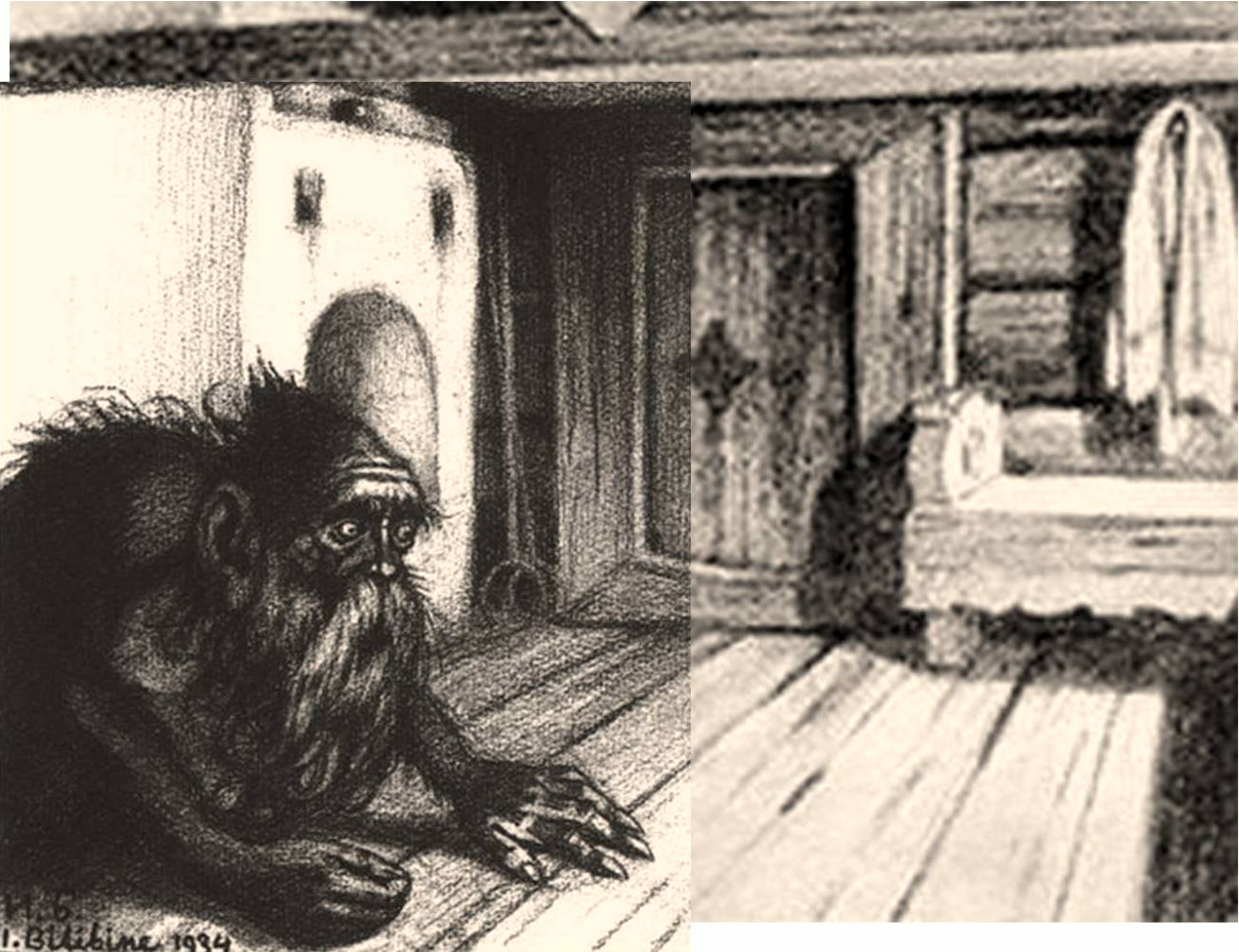
Ivan Bilibin Domovoj eller husande.

Domovoj (kyrilliska: Домово́й. Дом dom, betyder hus) - var en husande i slavisk mytologi. Domovoj var hemmets beskyddare, garanten för ett normalt familjeliv, människornas och boskapens hälsa och fruktsamhet.
Vanligtvis anses att domovoj var en avliden familjemedlem, en förfader (västslaverna); en avliden familjemedlem som Gud hade bestämt skulle tjäna husfolket för att sona sina synder (ryssarna); en man som dött utan syndabekännelse (ryssarna). Ibland trodde man att Gud hade skapat domovoj (västukrainarna), att Gud skänkte en domovoj till varje hus (vitryssarna och västukrainarna).

## Benämning
Domovojen eller husanden benämndes oftast efter var den bodde. På ryska: домовой domovoj, домово́йко domovojko, домовой дед domovoj ded. På vitryska: дамави́к damavik, домник domnik, хатник chatnik. På ukrainska: домовик domovik. Men även efter var i huset den bodde. På ryska: голбе́шник golbesjnik, efter avbalkningen bakom ugnen, запечник zapetjnik, bakom ugnen, ugnsanden. På vitryska: подпечник podpetjnik, under ugnen, ugnsanden. Husandens namn återspeglade dess status i huset och relationerna till familjemedlemmarna. På ryska: herren хозяин chozjain, stugäldsten избянной больша́к izbjannoj bolsjak, broder förfader дедушко-брато́к dedusjko-bratok, lille bror брата́нушко bratanusjko, välgörare доброхо́тушко dobrochotusjko. På vitryska: husets herre дамово́й хазя́ин damovoj chazjain, herre господарь gospodar, den störste самый на́большой samyj nabolsjoj, lillefar дяденька djadenka, lille bror брато́к bratok, farbror/farfar/farbror дед ded. På ukrainska: herren хозяин chozjain, farbror/farfar/farbror дід did, jätte богатир bogatir. Men domovojen namngavs även efter sina funktioner och uttryck. På ryska: välgörare кормилец kormilets, täljsten жировик zjirovik, borste щетка stjetka, slickare лизун lizun. På ukrainska: skramla гуркало gurkalo.
Att husandarna tillhörde de onda krafterna kunde framhävas i namnet. På ryska: illvillig лихо́й lichoj, andra halvan другая половина drugaja polovina, feta djävulen жировой чёрт zjirovoj tjert. På ukrainska: troll домовий domovij, djävel дябел djabel, ond ande нечистый netjistyj. Husandarnas namn kunde även vara tabubelagda. På ryska: själve сам sam, han он on. Motsvarande feminina väsen hette domovicha домови́ха, domovilicha домови́лиха, domacha домаха, frun хозяйка chozjajka på ryska.
I Polesien, särskilt i västra delen, användes ofta benämningar på husandarna, som var karaktäristiska för de onda krafterna: satan сатана satana, den onde лукавы lukavy, ond ande злой дух zloj duch, drägg по́гань pogan, fiende враг vrag, ond ande недобра душа nedobra dusja, gengångare мертвец mertvets, häxmästare знахо́р znachor, trollkarl коўдунник kojdunnik.

## Slaviska sedvänjor
Om man flyttade från ett hus till ett annat ansågs det vara absolut nödvändigt att under den sista natten i det gamla huset med bröd och salt bönfalla husanden att följa med till det nya stället.
I några församlingar i Kalugaområdet höll folket kvar vid den hedniska sedvänjan att bjuda in husanden till den nya bostaden. När en bonde hade flyttat in i sin nya stuga, bar han över glödande kol från den gamla ugnen till den nya och bjöd in husanden till den specialbyggda boningen, och hälsade husanden med orden: Vi bjuder allra ödmjukast in farbror till en ny boning.